# Інран: Вовча бригада
Інран: Вовча бригада (Illang: The Wolf Brigade) — південнокорейський фантастичний бойовик 2018 року. Світовий показ відбувся 25 липня 2018 року.

## Про фільм
2029 року Північна та Південна Кореї оголосили п'ятирічний план щодо об'єднання. Але далеко не всі громадяни майбутньої уніфікованої країни раді подібній перспективі.
Численні терористичні загони починають сіяти довкруж хаос, страх і смерть.
Для боротьби з ними урядом створено «Вовчі бригади» — спеціальні механізовані команди.

## Знімались
| Актор        | Роль                                    |
| ------------ | --------------------------------------- |
| Ганг Дон Вон | Ім Чун Ґьон                             |
| Хан Хьо Джу  | Лі Юн Хі                                |
| Чон Ву Сон   | Чан Чін Тхе                             |
| Кім Му Йоль  | Хан Сан У                               |
| Хан Є Рі     | Ку Мі Ґьон                              |
| Чхве Мін Хо  | Кім Чхоль Джін                          |
| Чхве Чін Хо  | Головний секретар президента Пак Чон Ґі |
| Хо Чун Хо    | Лі Кі Сок                               |

### Англійській дубляж
| Актор          | Роль                                    |
| -------------- | --------------------------------------- |
| Джоні Йонг Бош | Ім Чун Ґьон                             |
| Дезіре Мі Чон  | Лі Юн Хі                                |
| Вест Лян       | Чан Чін Тхе                             |
| Грег Чун       | Хан Сан У                               |
| Еріка Іші      | Ку Мі Ґьон                              |
| Меттю Ян Кінг  | Кім Чхоль Джін                          |
| Едвард Хон     | Головний секретар президента Пак Чон Ґі |
| Тодд Габеркорн | Лі Кі Сок                               |